# Oribe Peralta
Oribe Peralta Morones (Torreón, 12 gennaio 1984) è un ex calciatore messicano, di ruolo attaccante.
Durante la campagna di calciomercato della stagione 2011-12 il suo valore aumentò da 2 a 3 milioni di euro; ciò è dovuto ai grandi risultati che ottenne durante quella stagione dove riuscì a realizzare 43 gol, la sua miglior prestazione tuttora. Si collocò nel 12º posto dei migliori 83 goleador della Primera División messicana, aggiornata all'anno 2012.
Il 13 dicembre 2013 Peralta divenne il primo calciatore a vincere l'edizione di Calciatore dell'anno della CONCACAF. Sempre nel 2013 Peralta termina al 18º posto nella classifica dei migliori cannonieri del 2013, al pari di Luis Suárez ed Edinson Cavani.
A gennaio 2014 il suo valore di cartellino torna ad aumentare, arrivando a 4,6 milioni di euro, collocando Peralta come il secondo calciatore più caro di tutto il Messico, secondo solo a Marco Fabián.

## Biografia
Oribe Peralta è sposato con Mónica Quintana ed ha tre figli: Romina Peralta, Diego Peralta e Jerónimo Peralta.

## Carriera

### Club

#### Gli inizi
Nato a "La Partida", ubicata presso Torreón, nello Stato messicano di Coahuila, Peralta è figlio di Miguel Ángel Peralta e Julieta Morones. Anche suo fratello minore, Obed Peralta, è stato un calciatore che arrivò a giocare nella Primera A con il Club Tijuana.
A 13 anni entra a far parte della sua prima squadra di calcio, "Los Vagos", nella categoria libera della sua cittadina. Quando Peralta frequentava le scuole superiori nel 1998 ottenne la convocazione nella prima squadra di "La Partida" per giocare contro altre selezioni cittadine. Riesce ad entrare nel CESIFUT (centro calcistico messicano, nominato dallo spagnolo Centro de Sinergia Futbolista), ma rimane fermo un anno per una frattura della tibia e del perone. Al rientro dall'infortunio va a giocare con gli Alacranes de Durango, ed è in quel momento che richiama l'attenzione di Oscar Ruggeri, direttore tecnico del Chivas Guadalajara, il quale gli fa ottenere un provino nella società di Guadalajara.
Poco dopo Peralta ottiene l'invito a giocare nel suo club da parte di Rubén Omar Romano, direttore tecnico del Monarcas Morelia, il quale lo tenne sotto prova per un periodo di due mesi, ma senza che egli percepisca uno stipendio e dove ottenne solo due presenze.

#### Carriera nei club
Nel 2003-2004 si trasferisce e gioca per il Club León Fútbol Club con cui ottiene 35 presenze segnando 10 gol in campionato.
Nel 2004 passa al Club de Fútbol Monterrey dove fino al 2006 gioca ben 64 partite nella Liga Messicana segnando 11 gol.
Nel 2006 si trasferisce al Club Santos Laguna con cui, eccetto una parentesi in prestito nel 2009 con il Chiapas Fútbol Club (35 presenze e 12 gol), gioca fino al 2014 ben 225 partite nel campionato messicano segnando 82 gol (nel 2011-2012 segna addirittura 43 gol) e affermandosi, grazie anche ai buoni risultati in Nazionale dal 2011 in poi, come uno dei calciatori messicani dal valore del cartellino più alto in circolazione. Con il Santos Laguna vince anche i Tornei di Clausura 2008 e 2012.
Nel 2014 passa al Club de Fútbol América. Nel suo primo anno vince il torneo di Apertura 2014.

### Nazionale
Sebbene il suo debutto con la nazionale messicana avvenne il 9 marzo 2005, in un incontro amichevole contro l'Argentina, e la sua seconda presenza avvenne il 27 aprile 2005 (sempre amichevole ma contro la Polonia), la sua terza convocazione avvenne oltre 6 anni dopo (il 4 luglio 2011) in occasione della Copa América 2011, nella quale Peralta viene convocato fra i giocatori rappresentanti del Messico nella competizione. Dopo ciò, viene costantemente convocato con regolarità in nazionale fino al suo ritiro. Il suo primo gol con la nazionale messicana avviene il 10 agosto 2011 in occasione di una amichevole contro gli Stati Uniti.
Nel 2012 Peralta fa parte della rappresentativa calcistica del Messico alle Olimpiadi di Londra 2012, dove darà un contributo fondamentale alla conquista della prima medaglia d'oro in tale competizione da parte del Messico.
Segna infatti 4 gol; uno contro Svizzera e Giappone e una doppietta nella finale contro il Brasile. È il miglior marcatore messicano a un Olimpiade, insieme a Gutiérrez. Fra i suoi gol vanno ricordati vari gol in competizioni come la Copa América 2011 e la Gold Cup 2015 (vinta proprio dal Messico). Ma senza dubbio il gol per lui più speciale viene messo a segno il 13 giugno 2014: nell'incontro Messico-Camerun, dove mette a segno l'1-0 nel Mondiale 2014 in Brasile.
Viene convocato per la Copa América Centenario negli Stati Uniti. Segna nella partita vinta 2-0 contro la Giamaica il 9 giugno 2016 al Rose Bowl di Pasadena pochi minuti dopo il suo ingresso in campo nel finale di partita. Nella stessa estate viene convocato per le Olimpiadi 2016 in Brasile. Due anni dopo viene convocato per i Mondiali 2018 disputati in Russia. Dopo la spedizione in Russia lascia la nazionale (l'annuncio lo aveva fatto prima della competizione).

## Statistiche

### Cronologia presenze e reti in nazionale
| Cronologia completa delle presenze e delle reti in nazionale ― Messico | Cronologia completa delle presenze e delle reti in nazionale ― Messico | Cronologia completa delle presenze e delle reti in nazionale ― Messico | Cronologia completa delle presenze e delle reti in nazionale ― Messico | Cronologia completa delle presenze e delle reti in nazionale ― Messico | Cronologia completa delle presenze e delle reti in nazionale ― Messico | Cronologia completa delle presenze e delle reti in nazionale ― Messico | Cronologia completa delle presenze e delle reti in nazionale ― Messico |
| Data                                                                   | Città                                                                  | In casa                                                                | Risultato                                                              | Ospiti                                                                 | Competizione                                                           | Reti                                                                   | Note                                                                   |
| ---------------------------------------------------------------------- | ---------------------------------------------------------------------- | ---------------------------------------------------------------------- | ---------------------------------------------------------------------- | ---------------------------------------------------------------------- | ---------------------------------------------------------------------- | ---------------------------------------------------------------------- | ---------------------------------------------------------------------- |
| 9-3-2005                                                               | Los Angeles                                                            | Argentina                                                              | 1 – 1                                                                  | Messico                                                                | Amichevole                                                             | -                                                                      | 86’                                                                    |
| 27-4-2005                                                              | Chicago                                                                | Messico                                                                | 1 – 1                                                                  | Polonia                                                                | Amichevole                                                             | -                                                                      | 76’                                                                    |
| 4-7-2011                                                               | San Juan                                                               | Cile                                                                   | 2 – 1                                                                  | Messico                                                                | Coppa America 2011 - 1º turno                                          | -                                                                      | 72’                                                                    |
| 8-7-2011                                                               | Mendoza                                                                | Perù                                                                   | 1 – 0                                                                  | Messico                                                                | Coppa America 2011 - 1º turno                                          | -                                                                      | 86’                                                                    |
| 12-7-2011                                                              | La Plata                                                               | Uruguay                                                                | 1 – 0                                                                  | Messico                                                                | Coppa America 2011 - 1º turno                                          | -                                                                      | 46’                                                                    |
| 10-8-2011                                                              | Filadelfia                                                             | Stati Uniti                                                            | 1 – 1                                                                  | Messico                                                                | Amichevole                                                             | 1                                                                      | 62’                                                                    |
| 11-10-2011                                                             | Rio de Janeiro                                                         | Brasile                                                                | 2 – 1                                                                  | Messico                                                                | Amichevole                                                             | -                                                                      | 80’                                                                    |
| 11-11-2011                                                             | Querétaro                                                              | Messico                                                                | 2 – 0                                                                  | Serbia                                                                 | Amichevole                                                             | -                                                                      | 89’                                                                    |
| 26-1-2012                                                              | Houston                                                                | Messico                                                                | 3 – 1                                                                  | Venezuela                                                              | Amichevole                                                             | 1                                                                      | 90’                                                                    |
| 29-2-2012                                                              | Miami                                                                  | Colombia                                                               | 2 – 0                                                                  | Messico                                                                | Amichevole                                                             | -                                                                      | 72’                                                                    |
| 7-9-2012                                                               | San José                                                               | Costa Rica                                                             | 0 – 2                                                                  | Messico                                                                | Qual. Mondiali 2014                                                    | -                                                                      |                                                                        |
| 11-9-2012                                                              | Città del Messico                                                      | Messico                                                                | 1 – 0                                                                  | Costa Rica                                                             | Qual. Mondiali 2014                                                    | -                                                                      | 81’                                                                    |
| 12-10-2012                                                             | Houston                                                                | Messico                                                                | 5 – 0                                                                  | Guyana                                                                 | Qual. Mondiali 2014                                                    | 1                                                                      |                                                                        |
| 16-10-2012                                                             | Torreón                                                                | Messico                                                                | 2 – 0                                                                  | El Salvador                                                            | Qual. Mondiali 2014                                                    | 1                                                                      |                                                                        |
| 31-1-2013                                                              | Glendale                                                               | Messico                                                                | 1 – 1                                                                  | Danimarca                                                              | Amichevole                                                             | -                                                                      | 46’                                                                    |
| 6-2-2013                                                               | Città del Messico                                                      | Messico                                                                | 0 – 0                                                                  | Giamaica                                                               | Qual. Mondiali 2014                                                    | -                                                                      | 78’                                                                    |
| 15-8-2013                                                              | New York                                                               | Messico                                                                | 4 – 1                                                                  | Costa d'Avorio                                                         | Amichevole                                                             | 2                                                                      | 67’                                                                    |
| 6-9-2013                                                               | Città del Messico                                                      | Messico                                                                | 1 – 2                                                                  | Honduras                                                               | Qual. Mondiali 2014                                                    | 1                                                                      |                                                                        |
| 10-9-2013                                                              | Columbus                                                               | Stati Uniti                                                            | 2 – 0                                                                  | Messico                                                                | Qual. Mondiali 2014                                                    | -                                                                      | 69’                                                                    |
| 11-10-2013                                                             | Città del Messico                                                      | Messico                                                                | 2 – 1                                                                  | Panama                                                                 | Qual. Mondiali 2014                                                    | 1                                                                      | 59’                                                                    |
| 15-10-2013                                                             | San José                                                               | Costa Rica                                                             | 2 – 1                                                                  | Messico                                                                | Qual. Mondiali 2014                                                    | 1                                                                      |                                                                        |
| 30-10-2013                                                             | San Diego                                                              | Messico                                                                | 4 – 2                                                                  | Finlandia                                                              | Amichevole                                                             | 1                                                                      |                                                                        |
| 13-11-2013                                                             | Città del Messico                                                      | Messico                                                                | 5 – 1                                                                  | Nuova Zelanda                                                          | Qual. Mondiali 2014                                                    | 2                                                                      |                                                                        |
| 20-11-2013                                                             | Wellington                                                             | Nuova Zelanda                                                          | 2 – 4                                                                  | Messico                                                                | Qual. Mondiali 2014                                                    | 3                                                                      |                                                                        |
| 29-1-2014                                                              | San Antonio                                                            | Messico                                                                | 4 – 0                                                                  | Corea del Sud                                                          | Amichevole                                                             | 1                                                                      | 55’                                                                    |
| 5-3-2014                                                               | Città del Messico                                                      | Messico                                                                | 0 – 0                                                                  | Nigeria                                                                | Amichevole                                                             | -                                                                      | 70’                                                                    |
| 28-5-3014                                                              | Città del Messico                                                      | Messico                                                                | 3 – 0                                                                  | Israele                                                                | Amichevole                                                             | -                                                                      | 46’                                                                    |
| 31-5-2014                                                              | Arlington                                                              | Messico                                                                | 3 – 1                                                                  | Ecuador                                                                | Amichevole                                                             | -                                                                      | 67’                                                                    |
| 6-6-2014                                                               | Foxborough                                                             | Portogallo                                                             | 1 – 0                                                                  | Messico                                                                | Amichevole                                                             | -                                                                      | 77’                                                                    |
| 13-6-2014                                                              | Natal                                                                  | Messico                                                                | 1 – 0                                                                  | Camerun                                                                | Mondiali 2014 - 1º turno                                               | 1                                                                      | 73’                                                                    |
| 17-6-2014                                                              | Fortaleza                                                              | Brasile                                                                | 0 – 0                                                                  | Messico                                                                | Mondiali 2014 - 1º turno                                               | -                                                                      | 73’                                                                    |
| 23-6-2014                                                              | Recife                                                                 | Croazia                                                                | 1 – 3                                                                  | Messico                                                                | Mondiali 2014 - 1º turno                                               | -                                                                      | 80’                                                                    |
| 29-6-2014                                                              | Fortaleza                                                              | Paesi Bassi                                                            | 2 – 1                                                                  | Messico                                                                | Mondiali 2014 - Ottavi di finale                                       | -                                                                      | 75’                                                                    |
| 6-9-2014                                                               | Santa Clara Pueblo                                                     | Messico                                                                | 0 – 0                                                                  | Cile                                                                   | Amichevole                                                             | -                                                                      |                                                                        |
| 9-9-2014                                                               | Commerce City                                                          | Messico                                                                | 1 – 0                                                                  | Bolivia                                                                | Amichevole                                                             | -                                                                      | 61’                                                                    |
| 9-10-2014                                                              | Tuxtla Gutiérrez                                                       | Messico                                                                | 2 – 0                                                                  | Honduras                                                               | Amichevole                                                             | -                                                                      | 67’                                                                    |
| 12-10-2014                                                             | Santiago de Querétaro                                                  | Messico                                                                | 1 – 0                                                                  | Panama                                                                 | Amichevole                                                             | -                                                                      | 59’                                                                    |
| 27-6-2015                                                              | Orlando                                                                | Messico                                                                | 2 – 2                                                                  | Costa Rica                                                             | Amichevole                                                             | -                                                                      | 80’                                                                    |
| 1-7-2015                                                               | Houston                                                                | Messico                                                                | 0 – 0                                                                  | Honduras                                                               | Amichevole                                                             | -                                                                      | 41’                                                                    |
| 9-7-2015                                                               | Chicago                                                                | Messico                                                                | 6 – 0                                                                  | Cuba                                                                   | Gold Cup 2015 - 1º turno                                               | 3                                                                      |                                                                        |
| 12-7-2015                                                              | Glendale                                                               | Guatemala                                                              | 0 – 0                                                                  | Messico                                                                | Gold Cup 2015 - 1º turno                                               | -                                                                      |                                                                        |
| 15-7-2015                                                              | Charlotte                                                              | Messico                                                                | 4 – 4                                                                  | Trinidad e Tobago                                                      | Gold Cup 2015 - 1º turno                                               | -                                                                      | 46’                                                                    |
| 19-7-2015                                                              | East Rutherford                                                        | Messico                                                                | 1 – 0 dts                                                              | Costa Rica                                                             | Gold Cup 2015 - Quarti di finale                                       | -                                                                      | 113’                                                                   |
| 22-7-2015                                                              | Atlanta                                                                | Panama                                                                 | 1 – 2 dts                                                              | Messico                                                                | Gold Cup 2015 - Semifinale                                             | -                                                                      |                                                                        |
| 26-7-2015                                                              | Filadelfia                                                             | Messico                                                                | 3 – 1                                                                  | Giamaica                                                               | Gold Cup 2015 - Finale                                                 | 3                                                                      |                                                                        |
| 10-10-2015                                                             | Pasadena                                                               | Stati Uniti                                                            | 2 – 3                                                                  | Messico                                                                | Amichevole                                                             | 1                                                                      | 35’                                                                    |
| 13-11-2015                                                             | Città del Messico                                                      | Messico                                                                | 3 – 0                                                                  | El Salvador                                                            | Qual. Mondiali 2018                                                    | -                                                                      | 67’                                                                    |
| 28-5-2016                                                              | Atlanta                                                                | Messico                                                                | 1 – 0                                                                  | Paraguay                                                               | Amichevole                                                             | -                                                                      | 56’ 74’                                                                |
| 1-6-2016                                                               | San Diego                                                              | Cile                                                                   | 0 – 1                                                                  | Messico                                                                | Amichevole                                                             | -                                                                      | 61’                                                                    |
| 9-6-2016                                                               | Pasadena                                                               | Messico                                                                | 2 – 0                                                                  | Giamaica                                                               | Coppa America Centenario - 1º turno                                    | 1                                                                      | 78’                                                                    |
| 13-6-2016                                                              | Houston                                                                | Messico                                                                | 1 – 1                                                                  | Venezuela                                                              | Coppa America Centenario - 1º turno                                    | -                                                                      |                                                                        |
| 9-10-2016                                                              | Nashville                                                              | Messico                                                                | 2 – 1                                                                  | Nuova Zelanda                                                          | Amichevole                                                             | -                                                                      | 66’                                                                    |
| 12-10-2016                                                             | Bridgeview                                                             | Messico                                                                | 1 – 0                                                                  | Panama                                                                 | Amichevole                                                             | 1                                                                      | 87’                                                                    |
| 24-3-2017                                                              | Città del Messico                                                      | Messico                                                                | 2 – 0                                                                  | Costa Rica                                                             | Qual. Mondiali 2018                                                    | -                                                                      | 46’                                                                    |
| 27-5-2017                                                              | Los Angeles                                                            | Messico                                                                | 1 – 2                                                                  | Croazia                                                                | Amichevole                                                             | -                                                                      | 66’                                                                    |
| 1-6-2017                                                               | East Rutherford                                                        | Irlanda                                                                | 1 – 3                                                                  | Messico                                                                | Amichevole                                                             | -                                                                      | 46’                                                                    |
| 8-6-2017                                                               | Città del Messico                                                      | Messico                                                                | 3 – 0                                                                  | Honduras                                                               | Qual. Mondiali 2018                                                    | -                                                                      | 69’                                                                    |
| 18-6-2017                                                              | Kazan'                                                                 | Portogallo                                                             | 2 – 2                                                                  | Messico                                                                | Conf. Cup 2017 - 1º turno                                              | -                                                                      | 79’                                                                    |
| 21-6-2017                                                              | Soči                                                                   | Messico                                                                | 2 – 1                                                                  | Nuova Zelanda                                                          | Conf. Cup 2017 - 1º turno                                              | 1                                                                      |                                                                        |
| 2-7-2017                                                               | Mosca                                                                  | Portogallo                                                             | 2 – 1 dts                                                              | Messico                                                                | Conf. Cup 2017 - Finale 3º posto                                       | -                                                                      | 61’                                                                    |
| 6-10-2017                                                              | San Luis Potosí                                                        | Messico                                                                | 3 – 1                                                                  | Trinidad e Tobago                                                      | Qual. Mondiali 2018                                                    | -                                                                      | 70’                                                                    |
| 10-10-2017                                                             | San Pedro Sula                                                         | Honduras                                                               | 3 – 2                                                                  | Messico                                                                | Qual. Mondiali 2018                                                    | 1                                                                      |                                                                        |
| 13-11-2017                                                             | Danzica                                                                | Polonia                                                                | 0 – 1                                                                  | Messico                                                                | Amichevole                                                             | -                                                                      | 46’                                                                    |
| 23-3-2018                                                              | Santa Clara                                                            | Messico                                                                | 3 – 0                                                                  | Islanda                                                                | Amichevole                                                             | -                                                                      | 46’                                                                    |
| 29-5-2018                                                              | Pasadena                                                               | Messico                                                                | 0 – 0                                                                  | Galles                                                                 | Amichevole                                                             | -                                                                      | 59’                                                                    |
| 3-6-2018                                                               | Città del Messico                                                      | Messico                                                                | 1 – 0                                                                  | Scozia                                                                 | Amichevole                                                             | -                                                                      | 57’                                                                    |
| 9-6-2018                                                               | Brøndby                                                                | Danimarca                                                              | 2 – 0                                                                  | Messico                                                                | Amichevole                                                             | -                                                                      | 60’                                                                    |
| 27-6-2018                                                              | Ekaterinburg                                                           | Messico                                                                | 0 – 3                                                                  | Svezia                                                                 | Mondiali 2018 - 1º turno                                               | -                                                                      | 89’                                                                    |
| Totale                                                                 |                                                                        | Presenze                                                               | 68                                                                     |                                                                        | Reti                                                                   | 26                                                                     |                                                                        |

## Palmarès

### Club

#### Competizioni nazionali
- Liga de Ascenso de México: 1

León: Clausura 2004
- Campionato messicano: 3

Santos Laguna: Clausura 2008, Clausura 2012
América: Apertura 2014

#### Competizioni Internazionali
- CONCACAF Champions League: 2

América: 2014-2015, 2015-2016

### Nazionale
- Giochi panamericani: 1

2011
- Oro olimpico: 1

Londra 2012
- Gold Cup: 1

2015

### Individuale
- Pallone d'oro (Messico): 2

Clausura 2012, Apertura 2012